# Serie 596 de Renfe
La Serie 596 de Renfe (TRDL) es una familia de automotores regionales diésel de un solo coche dedicados a cubrir líneas de Media Distancia de Renfe Operadora.
Alcanzan una velocidad de 120 km/h tipo A y realizan servicios denominados Regional y Regional Exprés. A veces son apodadas como Tamagochi o Galindos por su pequeño tamaño. y por la continua atención que requieren.

## Historia
El nacimiento de esta serie responde a la baja demanda de las líneas que atendían los automotores de la Serie 593 que llevó a que Renfe adoptara la decisión de crear un tren más pequeño y ligero. En lugar de crear un nuevo modelo, y dado que estaban destinados a sustituir a la serie 593, Renfe construyó la serie 596 reformando trenes de la 593.
Cada unidad de la serie 593 se componía de tres coches: dos motores extremos y un remolque intermedio. La serie 596 está compuesta de los motores extremos, obteniéndose dos nuevas unidades y desechando el remolque intermedio.
La mayor transformación consistió en añadir una cabina a cada motor por el lado en que antes estaba el remolque intermedio. Debido a la escasa fiabilidad de sus predecesores, Renfe también introdujo mejoras en el sistema de transmisión, como el autómata que coordina y sincroniza todos los movimientos que afectan a engranajes y embragues. Además, se modificó la sala de viajeros.
Toda la reforma se llevó a cabo en el TCR de Integria en Valladolid (nave Montaje 1). Como curiosidad, las pruebas del autómata fueron realizadas circulando los dos coches motores sin remolque intermedio.

## Servicios
Los 596 han realizado principalmente servicios denominados Regional y Regional Exprés, en líneas de baja demanda (Granada- Linares-Baeza, La Coruña-Ferrol, La Coruña-Monforte de Lemos, Madrid-Chamartín-Soria, Zamora-Puebla de Sanabria...) o como tren de refuerzo en líneas de mayor demanda (Lérida-Puebla de Segur, Murcia-Cartagena, Sevilla-Santa Justa-Osuna...).

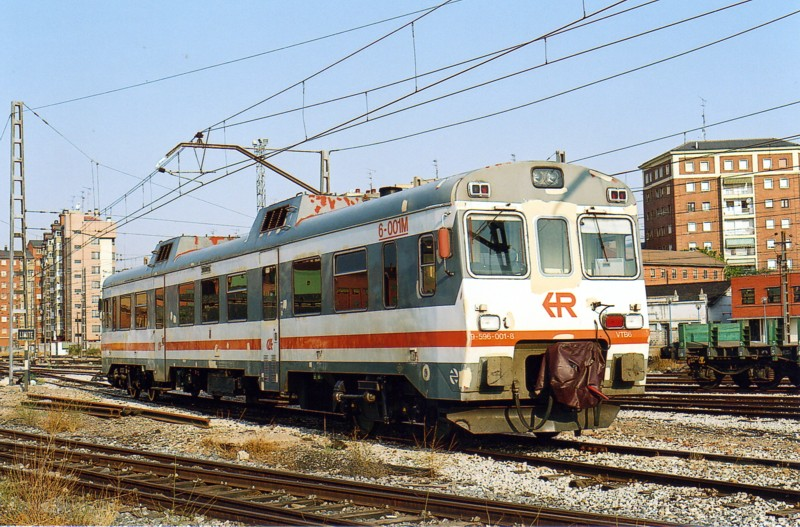
Las 6 primeras unidades reformadas tenían un frontal similar a los camellos 593 pero sin puerta.

 En la mayoría de las líneas han sido relevados por trenes con mayor capacidad, en ocasiones más de la necesaria. Posteriormente, muchos trenes han sido recuperados para volver a prestar servicio, tanto en líneas de baja ocupación como en nuevos servicios turísticos con una decoración especial.
Actualmente todas las unidades están fuera de servicio y apartadas e incluso algunas ya han sido desguazadas.
Algunos de los últimos servicios que realizaron estas unidades fueron en Murcia, Galicia y Zaragoza (hasta septiembre de 2021).

## Galería

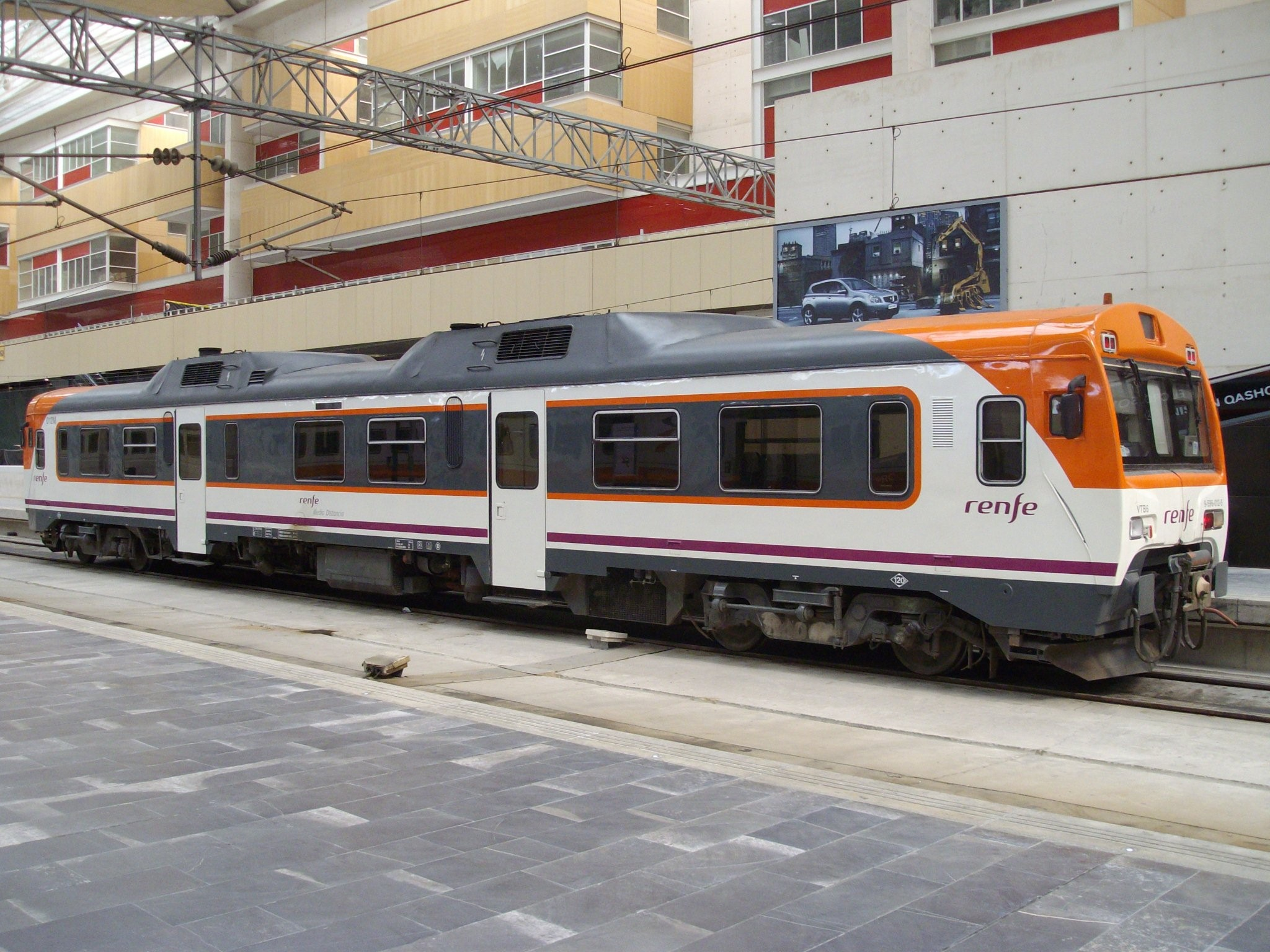
Estación intermodal Zaragoza-Delicias
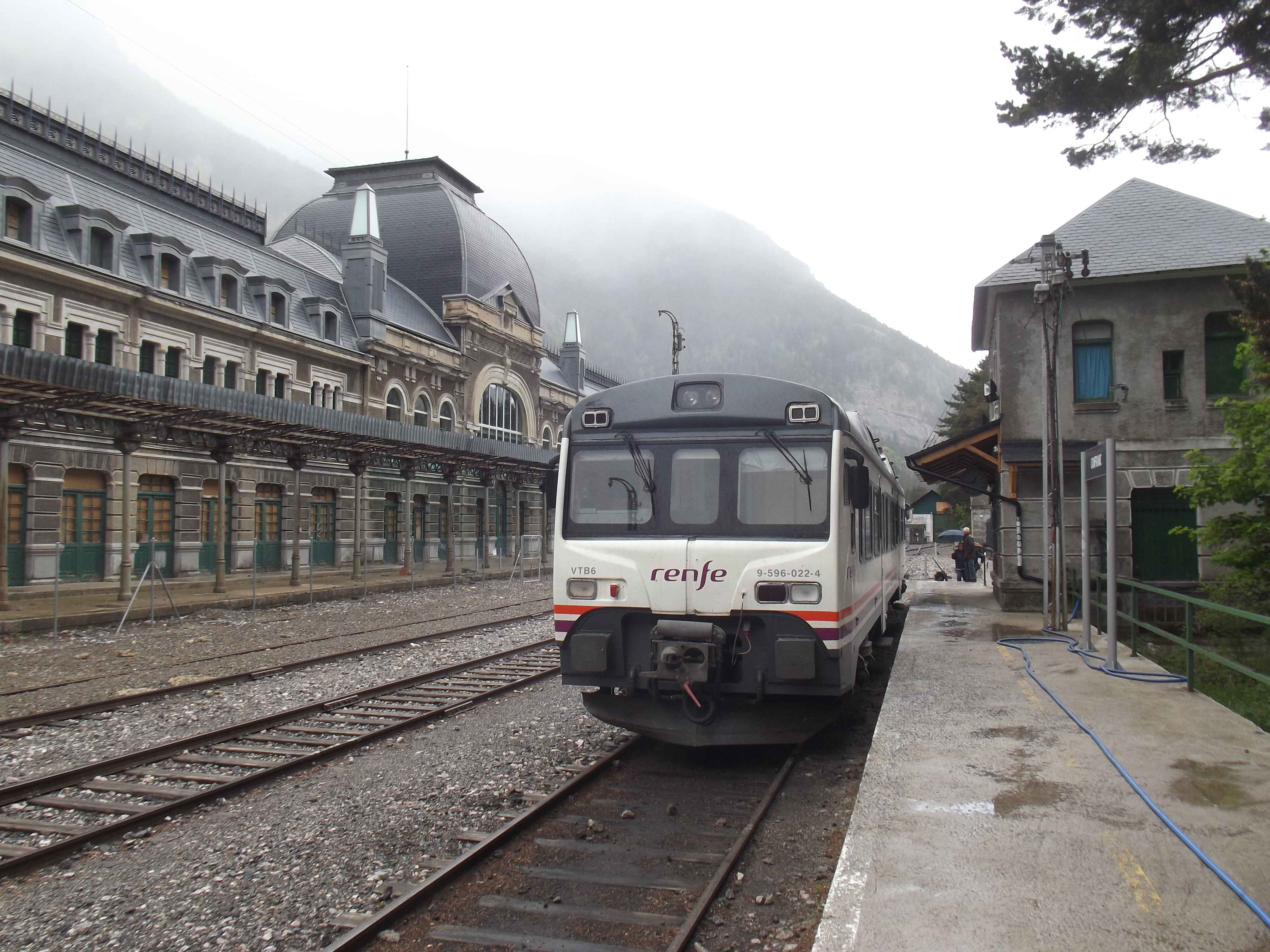
Estación Internacional de Canfranc
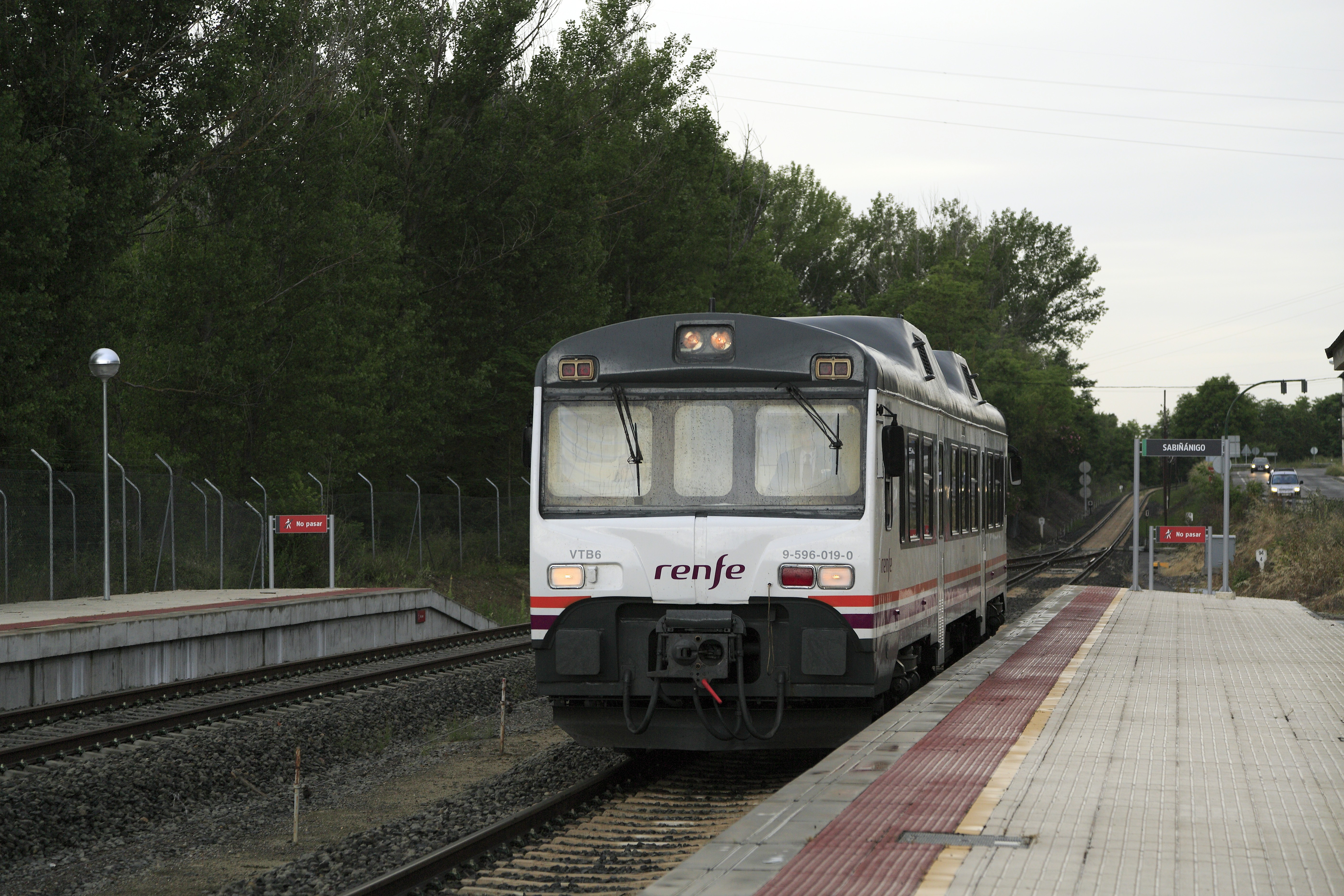
Estación de Sabiñánigo
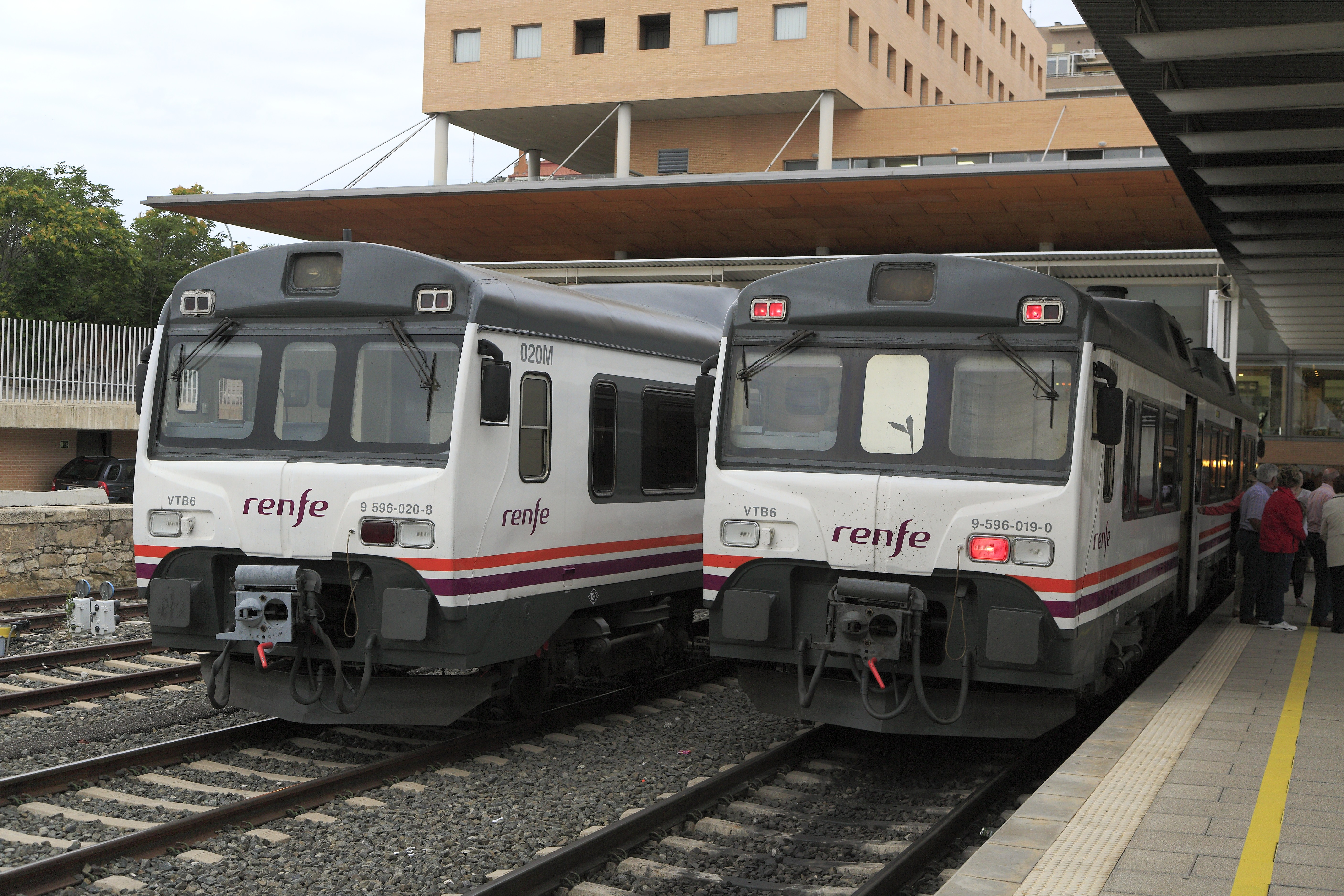
Estación de Huesca
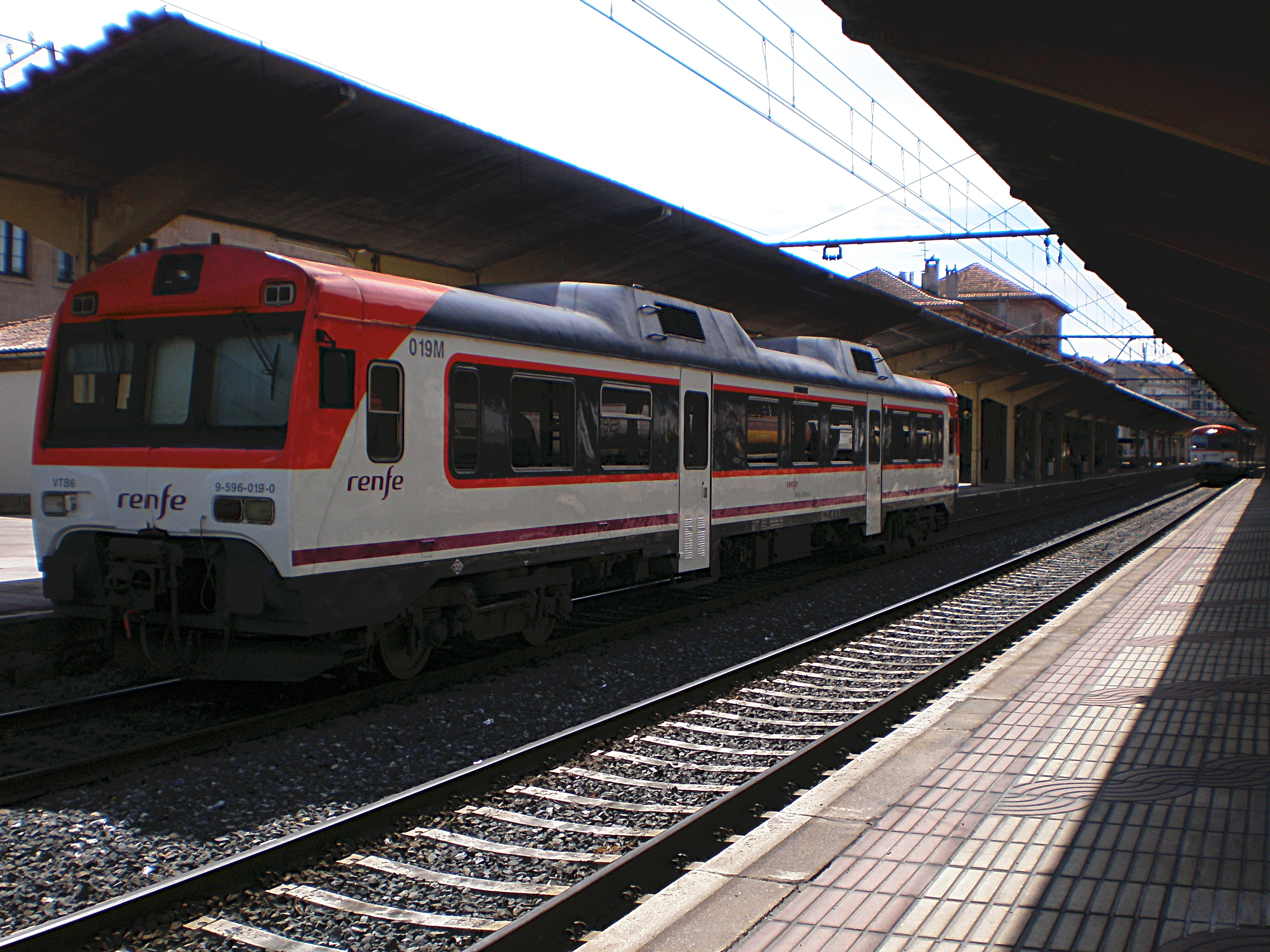
Estación de Orense
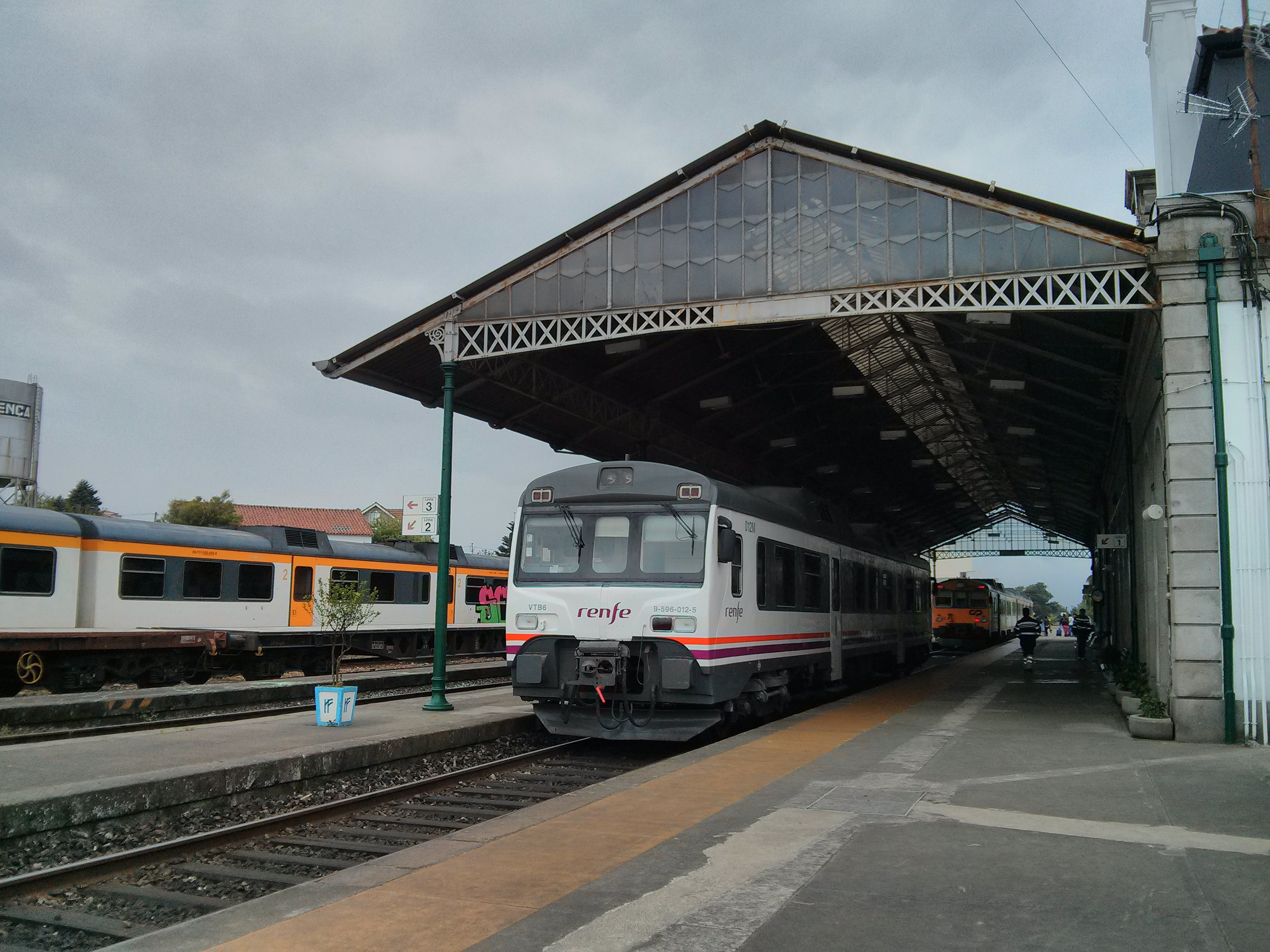
Estación de Valença
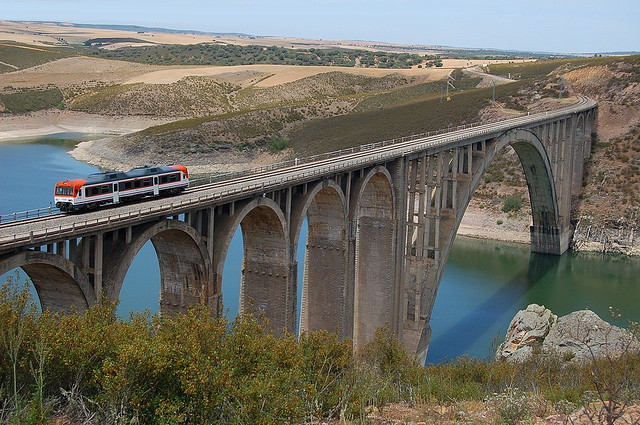
Viaducto Martín Gil